# والتر مارتینز (بازیکن فوتبال)
والتر مارتینز (اسپانیایی: Walter Martínez‎؛ زادهٔ ۲۸ مارس ۱۹۸۲) یک بازیکن فوتبال اهل هندوراس است.
وی همچنین در تیم‌های ملی فوتبال هندوراس بازی کرده‌است.